# Being Beauteous
Being Beauteous est un poème en prose d'Arthur Rimbaud, issue des Illuminations. Il est publié pour la première fois dans la revue La Vogue en 1886. Le poème a longtemps découragé la critique pour son obscurité. Souvent présenté comme un poème autotélique et métapoétique ne devant pas être réduit à un réseau de références ou de significations, il a également été interprété par plusieurs critiques comme une évocation d'un fantasme amoureux homosexuel.

## Manuscrit et publication
Being Beauteous fait partie des trente trois poèmes autographes de la collection Lucien Graux, acquise par la Bibliothèque nationale en 1957. Il apparaît dans le manuscrit sur le même feuillet que le poème Antique et qu'un poème sans titre, lequel peut être considéré comme un poème à part entière ou comme une suite des deux précédents,.
Le poème est publié pour la première fois dans la revue La Vogue en 1886 par Félix Fénéon.

## Titre

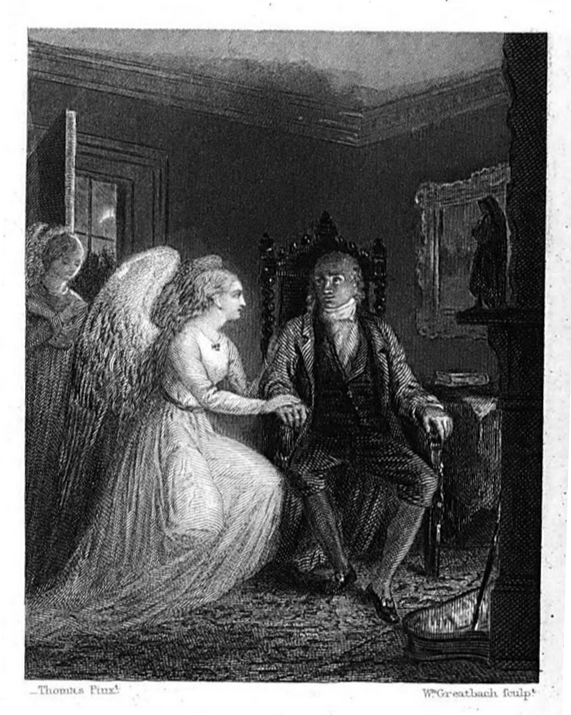
C. A. Hackett avance que Rimbaud aurait trouvé l'expression « Being Beauteous » dans le poème Footsteps of Angel de Henry Longfellow, ici illustré par John Gilbert.

Le titre, qui se traduit par « être de beauté » serait emprunté au poème Footsteps of Angels de Henry Longfellow, dans lequel on peut lire :

« And with them the Being Beauteous,

Who unto my youth was given,

More than all things else to love me,

And is now a saint in heaven. »

La périphrase « being beauteous » y désigne une défunte femme aimée, dont le poète voit la forme apparaître parmi les ombres projetés par le feu sur les murs du salon. C. A. Hackett, à qui l'on doit cette hypothèse, rappelle qu'« à l'époque où Rimbaud et Verlaine étaient à Londres, l'œuvre de Longfellow jouissait d'une immense popularité, et Footsteps of Angels était l'un de ses poèmes les plus connus. » Bien que le critique concède que la forme et les thèmes du poème de Longfellow sont trop éloignés de celui de Rimbaud pour pouvoir constituer une source directe d'inspiration, il avance néanmoins qu'à défaut d'y avoir trouvé la matière de son poème en prose, il est possible que Rimbaud y ait trouvé « tout fait » son titre.
Pour Alain Bardel, qui observe plusieurs formules similaires dans l'un et l'autre poème, il est légitime de rapprocher le poème de Rimbaud et celui de Longfellow au-delà du seul titre, Being beauteous contenant une part de parodie et de pastiche :

« L’intention d’installer un jeu avec le texte source, cette veillée d’inspiration spirite que l’auteur des Veillées aura sans doute trouvée mièvre, ne paraît pas douteuse. »

## Interprétation
Le poème a longtemps découragé la critique pour son obscurité. Souvent présenté comme un poème autotélique et métapoétique ne devant pas être réduit à un réseau de références ou de significations, il a également été interprété par plusieurs critiques comme une évocation d'un fantasme amoureux homosexuel.